# Full Metal Cruise

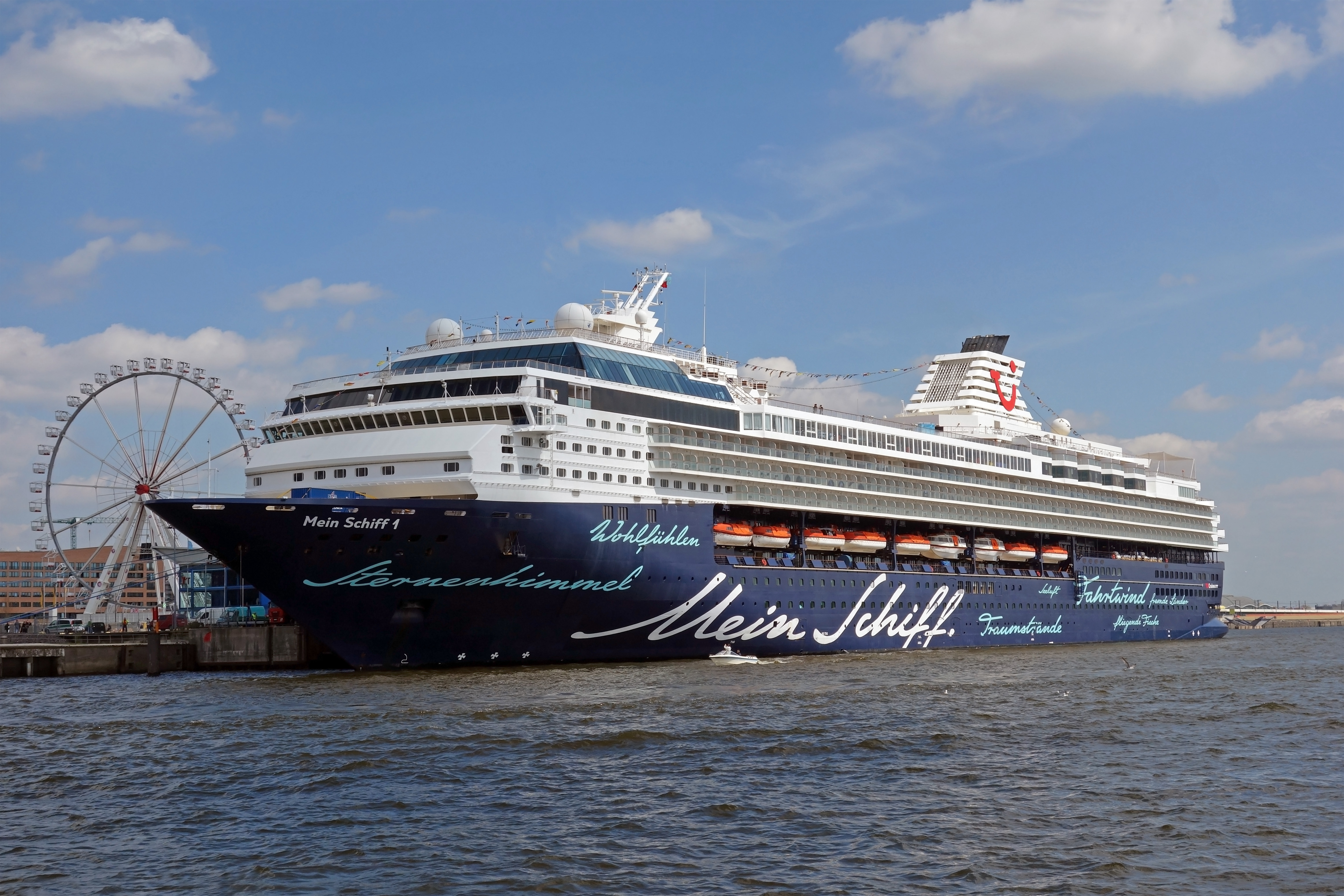
Mein Schiff 1 im Hamburger Hafen

Die Full Metal Cruise ist ein Heavy-Metal-Festival, das in unregelmäßigen Abständen auf einem Kreuzfahrtschiff der TUI Cruises stattfindet. Organisiert werden die Kreuzfahrten vom Team des Wacken Open Airs. Die erste Kreuzfahrt fand 2013 statt, die zweite und dritte fanden 2015 statt. Diese waren in kürzester Zeit ausverkauft. Die Full Metal Cruise IV folgte im September 2016, die fünfte Kreuzfahrt fand im April 2017 statt. Full Metal Cruise 6 folgte im April 2018 und war innerhalb weniger Stunden ausgebucht.

## Hintergrund

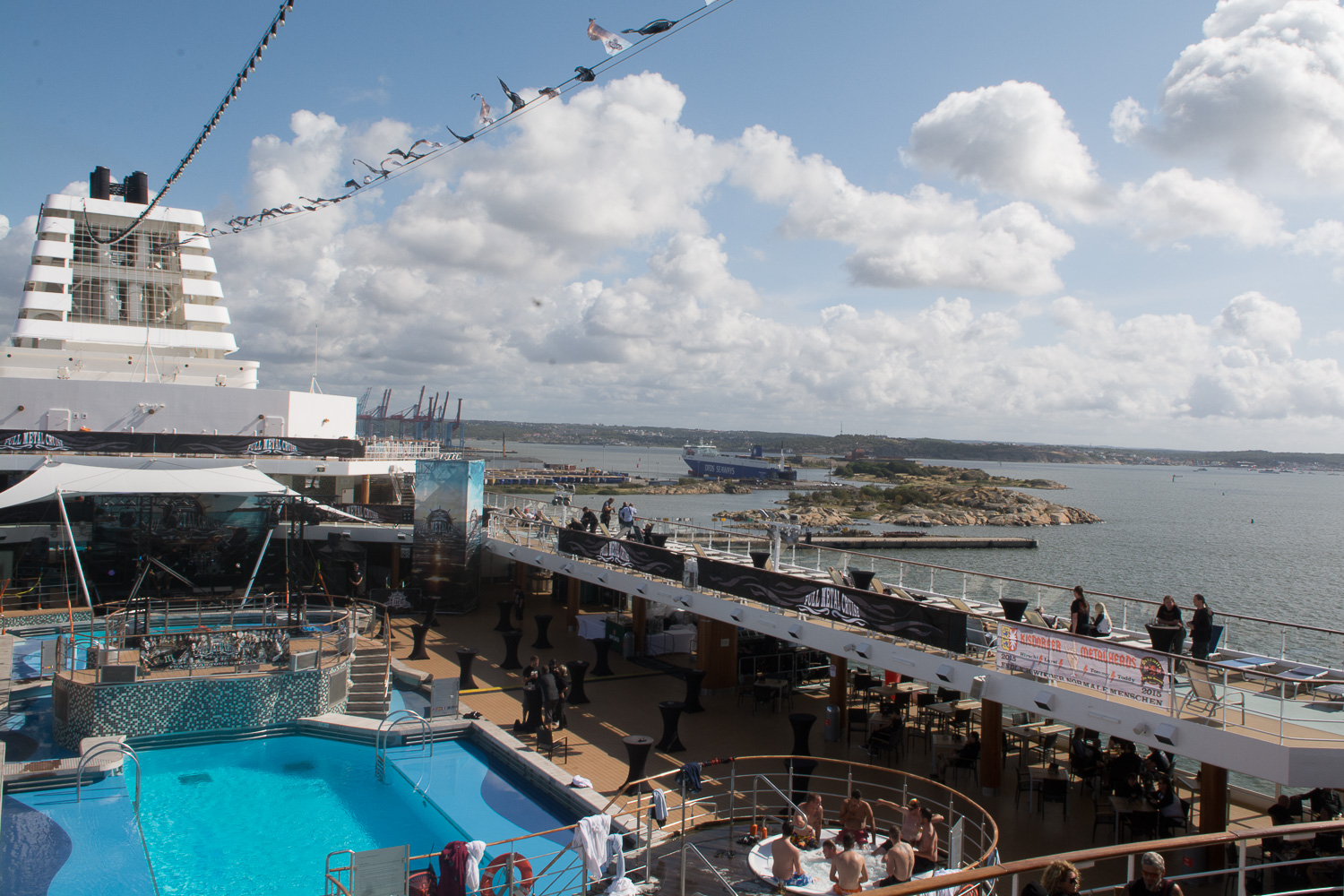
Das Pooldeck der Mein Schiff 1 während der Full Metal Cruise III.

Veranstaltungsort der ersten vier Reisen war das Kreuzfahrtschiff Mein Schiff 1, das Platz für knapp 2000 Gäste bietet. Die Full Metal Cruise V fand erstmals auf der Mein Schiff 2 statt. An Bord werden die Open-Air-Bühne auf dem Pooldeck, eine Indoor-Bühne im Theater des Schiffes sowie eine weitere, kleinere Bühne im Casino von den auftretenden Bands genutzt. Die zumindest einen Teil der Strecke mitfahrenden Bands treten jeweils einmal Open Air und einmal im Theater auf. Einen klassischen Backstage-Bereich gibt es dabei nicht. Zusätzliche Konzerte fanden bis zur Full Metal Cruise 2 bei den Landgängen statt, wo sich lokale Fans unter die Kreuzfahrer mischen konnten.
Bis auf wenige Ausnahmen sind alle Getränke (auch alkoholischer Natur) sowie Speisen an Bord im Reisepreis enthalten. Das Programm an Bord wird auf die Zielgruppe angepasst, etwa mit kostenlosen Tattoos oder Metal-Karaoke. Verbaut werden mehr als 100 Tonnen zusätzliches Material für die Bühnen, die Beleuchtung und die Beschallung.
Bereits seit 2011 finden nach einem vergleichbaren Konzept unter dem Titel 70000 Tons of Metal Heavy-Metal-Kreuzfahrten in der Karibik statt.

## Full Metal Cruise I
Die erste Full Metal Cruise fand 2013 statt und führte in sieben Tagen von Hamburg über Southampton, Le Havre und Amsterdam wieder nach Hamburg. Das Einlaufen in Hamburg fand während der Feier zum Hamburger Hafengeburtstag statt. Hierbei beschallte das Schiff mit den mitgeführten Lautsprechern mit 50.000 Watt Musikleistung die Partymeile an den Landungsbrücken mit der offiziellen Full Metal Cruise-Hymne Hard on the Wind. Aufgrund der Lautstärke unterbrachen einige Bands an Land ihre Darbietungen für die Zeit der Einfahrt. Die Reise war komplett ausgebucht.
Die Full Metal Cruise hat den Touristik-Preis 2014 der Sonntag Aktuell gewonnen.
Line-Up
| Konzerte an Bord | Amaranthe, Bembers, Betontod, Blaas of Glory, Circle II Circle, Doro Pesch, Eric Fish (Solo), Electric Callboy, Firewind, Gamma Ray, Heaven Shall Burn, In Extremo, Kreator, Mambo Kurt, Masterplan, Onkel Tom Angelripper, U.D.O., Sabaton, Santiano, Van Canto |
| Konzerte an Land | Avantasia, Saxon, Sepultura, Dendera, Engraved, Hammercult, Karma Zero, Nightmare, Noein, Power Fuel, Whisky of Blood, Primitai |

## Full Metal Cruise II
Die zweite Full Metal Cruise im April 2015 im Mittelmeer statt. Sie startete in Palma und lief Barcelona und Ibiza an, bevor sie nach Palma de Mallorca zurückkehrte. Die Kreuzfahrt war innerhalb von zwei Stunden nach Buchungsstart ausverkauft.
Line-Up
| Konzerte an Bord | Axxis, Alestorm, Bembers, Blaas of Glory, Blaze Bayley, Doro, Endstille, J.B.O., Mambo Kurt, Melissa VanFleet, Onkel Tom Angelripper, Die Pressgeng, Hammerfall, DragonForce, Russkaja, Sodom, Saltatio Mortis, Stormwarrior, Subway to Sally, Tankard, Uli Jon Roth |
| Konzerte an Land | Baron Rojo, Fyre!, Indulgentes, Leo Jiménez, Psiderallica, U.D.O. |

## Full Metal Cruise III

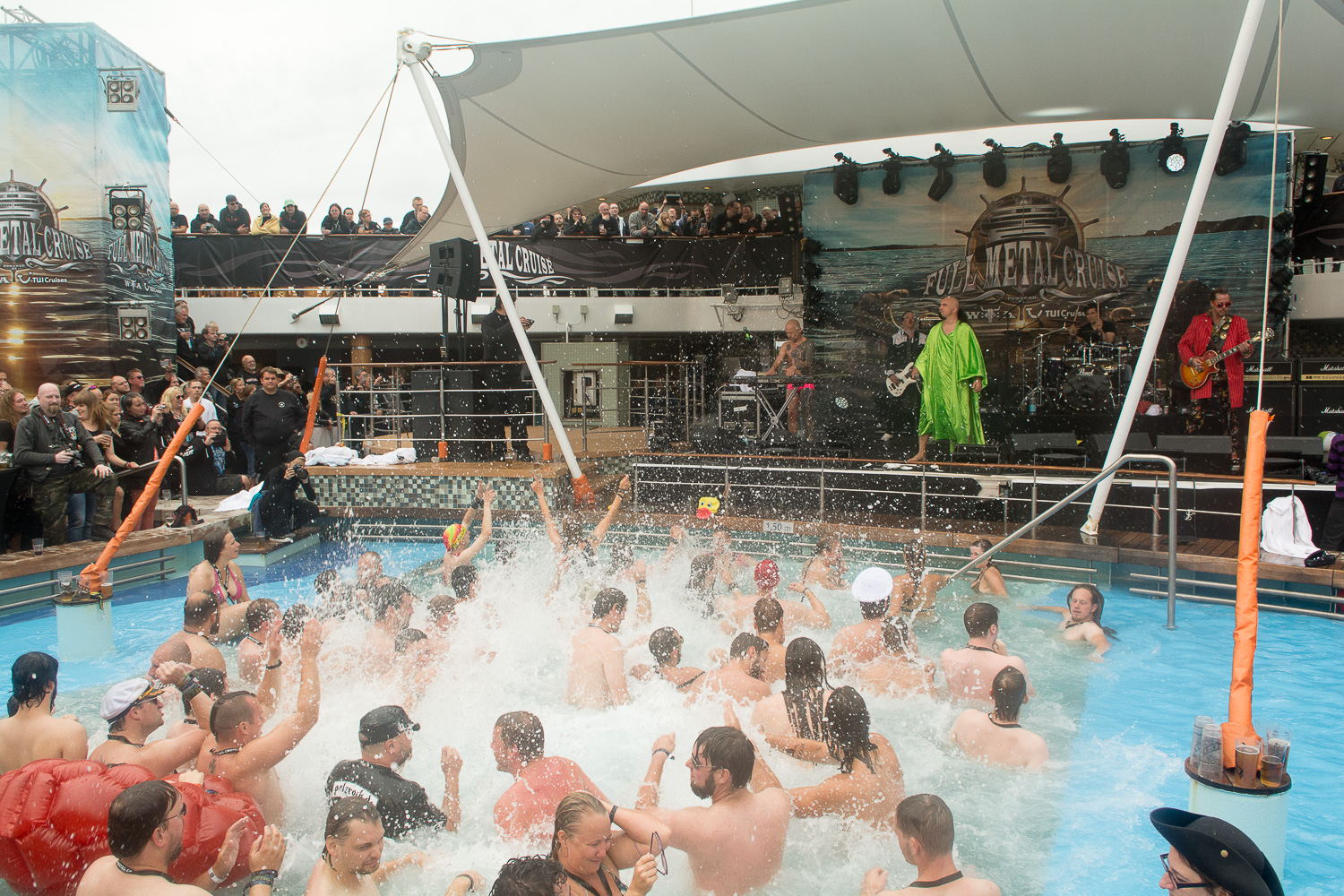
Knorkator-Konzert an Bord der Mein Schiff 1 während der Full Metal Cruise III.

Auch die dritte Full Metal Cruise fand 2015 statt, jedoch im August. Sie führte vom 27. bis 31. August 2015 durch die Ostsee. Von Kiel aus wurden Kopenhagen und Göteborg angesteuert, danach endete die Reise in Hamburg. Die Reise war in weniger als einer Stunde ausverkauft. Aufgrund der Rückmeldungen der vorherigen Kreuzfahrten gab es keine Landkonzerte mehr, dafür wurde die Zeit auf See erhöht.
Line-Up
| Arch Enemy, Betontod, Beyond the Black, Bülent Ceylan, Die Apokalyptischen Reiter, Emil Bulls, Feuerschwanz, Knorkator, Lord of the Lost, Mambo Kurt, Pyogenesis, Santiano, Stratovarius, The Quireboys, Uli Jon Roth, Waltari |

## Full Metal Cruise IV
Die vierte Full Metal Cruise fand vom 3. bis 8. September 2016 statt. Von Hamburg aus ging es über Oslo und Kopenhagen nach Kiel. Die Reise war erneut nach kurzer Zeit ausverkauft, obwohl der Vorverkauf nicht im Vorfeld angekündigt wurde.
Line-Up
| Bembers, Blaze Bayley, C.O.P. UK, Caliban, Callejon, D-A-D, Der Weg einer Freiheit, Eric Fish & Friends, Electric Callboy, Gamma Ray, Gloryhammer, Hämatom, Leaves’ Eyes, Mambo Kurt, Mutz, Queensrÿche, RAM, Skyline, The Poodles, The Quireboys, Torfrock, UMC |

## Full Metal Cruise V
Die fünfte Full Metal Cruise fand auf der Mein Schiff 2 vom 20. bis 25. April 2017 statt. Die Reise sollte von Palma nach Gibraltar und Málaga führen, bevor sie wieder in Palma hätte enden sollen. Aufgrund eines unvorhergesehenen Sturmes konnte Gibraltar nicht angelaufen werden.
Die Reise war nach weniger als 30 Minuten ausverkauft.
Line-Up
| Belphegor, Blaas of Glory, Dog Eat Dog, In Extremo, John Diva - The Rockets Of Love, Kissin’ Dynamite, Knorkator, Mike Tramp, Mambo Kurt, Phil Campbells All Starr Band, Phil Rudd, Powerwolf, Pyogenesis, Saxon, Tony Carey's Rainbow Project, Uli Jon Roth, Versengold, Vagabundos de Lujo |

## Full Metal Cruise VI
Die sechste Full Metal Cruise fand auf der Mein Schiff 2 vom 15. bis 20. April 2018 statt. Die Reise führte von Palma nach Marseille und Valencia, bevor sie wieder in Palma endete. Sie war wieder nach kurzer Zeit ausverkauft.
Line-Up
| Anvil, Brian Downey's Alive and Dangerous, Crisix, Dagoba, Dirkschneider, Equilibrium, Eric Fish, Great White, Gus G., Hämatom, Jesper Binzer, Mambo Kurt, Mundstuhl, Nightmare, Nocturnal Rites, Orden Ogan, Rage, Ross the Boss, Saltatio Mortis, Suicidal Angels, Thundermother, Vagabundos de Lujo |

## Full Metal Cruise VII
Diese Full Metal Cruise fand auf der Mein Schiff 3 vom 2. bis 7. September 2018 statt. Die Reise startete in Bremerhaven und ging von dort nach Invergordon (Schottland) und Newcastle upon Tyne, um dann wieder nach Bremerhaven zurückzukehren.
Line-Up
| Rose Tattoo, Grave Digger, Eisbrecher, Uli Jon Roth, Prong, Beyond the Black, Battle Beast, DragonForce, Versengold, Torfrock, Warwick/Johnson, Big Country, Bülent Ceylan, Hawaii/Kleinkrieg, Mr. Hurley & die Pulveraffen, John Diva and the Rockets of Love, Da Rocka & da Waitler, Mambo Kurt, Rezet, Evil Invaders |

## Full Metal Cruise VIII
Die Cruise-Ausgabe für 2019 war auf der Mein Schiff 6 vom 24. bis 28. April 2019. Die Route führte einmal mehr durch das „Metalmeer“, von Palma de Mallorca nach Marseille und Barcelona.
Line-Up
| Audrey Horne, Backyard Babies, Black Inhale, Destruction, Diolegacy, Hate Squad, Iron Savior, Kaizaa, Omnium Gatherum, Savage Messiah, Skull Fist, Skyline, Steel Panther, The Waltons, The Wild!, Thundermother, Tri State Corner, Ugly Kid Joe, Vicious Rumors |

## Full Metal Cruise IX
Die ursprünglich ab dem 28. September 2020 geplante 9. Cruise wurde aufgrund der COVID-19-Pandemie mehrfach verschoben. Sie findet stattdessen vom 2. bis 7. Juni 2022 auf der Mein Schiff 3 statt. Ursprünglich auf der Mein Schiff 4 geplant, legt die FMC IX nun mit der Mein Schiff 3 in Bremerhaven ab und macht sich nach einem ersten Seetag weiter auf die Reise in Richtung der britischen Inseln mit Zwischenstopps in Invergordon und Newcastle, bevor sie nach einem weiteren Seetag wieder in Bremerhaven vor Anker geht.
Line-Up
| Apocalyptica, Hammerfall, U.D.O., Diamond Head, Satan, Skyclad, Eric Fish & Friends, Cobra Spell, Kärbholz, Burning Witches, Mister Misery, Frozen Crown, Insanity Alert, Skyline, Bai Bang, Mundstuhl, Marco Mendoza, Motörizer, Mr. Irish Bastard |

## Full Metal Cruise X
Die zehnte Cruise wird vom 15. bis 20. September 2023 auf der Mein Schiff 4 stattfinden. Sie legt in Kiel ab und endet nach Stopps in Stockholm und Helsinki wieder in Kiel. Da die Reise innerhalb weniger Stunden ausverkauft war, wurde zwei Tage später angekündigt, dass direkt im Anschluss eine weitere Full Metal Cruise stattfindet. Die Route dieses zweiten Teils der Full Metal Cruise X wird vom 20. bis 24. September 2023 von Kiel über Kopenhagen und Oslo nach Hamburg führen.